# Xavier Aubryet
Xavier Aubriet, cognome poi modificato in Aubryet (Pierry, 1827 – Parigi, 15 novembre 1880), è stato un giornalista e scrittore francese.

## Biografia
Studiò prima al collegio di San Quintino, poi in un liceo di Parigi. Dopo aver intrapreso una carriera nell'amministrazione delle finanze, incominciò a dedicarsi alla letteratura, auspice Arsène Houssaye. Dal 1849 collaborò, talvolta firmandosi con lo pseudonimo di Cléante, a diversi periodici francesi: da «Le Corsaire» all'«Événement», dalla «Illustration» all'«Artiste», dalla «Gazette des Beaux-Arts» al «Moniteur universel». Si mise in mostra in particolare per due opere, La Femme de vingt-cinq ans, un romanzo definito «squisito» da Charles Monselet, e i Jugements nouveaux, una raccolta di critiche musicali e letterarie.
Xavier Aubryet è stato, secondo Gustave Claudin, una delle personalità francesi più originali del suo tempo. Ammiratore di Joseph de Maistre e di Gustave Flaubert, attraverso i suoi articoli amava fustigare i borghesi e costruire delle parodie sui discorsi ufficiali.
Nel 1865 venne decorato cavaliere della Legion d'onore, la massima onorificenza francese. Gli ultimi quattro anni della sua vita furono caratterizzati da notevoli sofferenze, dovute ad una malattia che colpiva il midollo spinale, causandone la morte all'età di 53 anni.

## Opere principali
- Passionnément. Pas du tout, proverbe en un acte et cinq journées (1850)
- La Femme de vingt-cinq ans, scènes et récits (1853, online)
- Les Jugements nouveaux. Philosophie de quelques œuvres (1860, online)
- Les Patriciennes de l'amour (1870)
- La République rose, 1848-1871 (1871)
- La Vengeance de Madame Maubrel (1872)
- Les Représailles du sens commun (1872)
- Madame et mademoiselle (1872)
- Madame veuve Lutèce (1873)
- Le Docteur Molière, (commedia di un atto in versi, 1873)
- Robinsonne et Vendredine (1874)
- Philosophie mondaine (1876)
- Chez nous et chez nos voisins (1878)
- Le Poème des mois républicains (1879)
- Le Triptyque: la Reine et les quatre infantes, le Temple et la maison, Morphise (1881)